# ジルコニア複合材料
ジルコニア複合材料（ジルコニアふくごうざいりょう）とは、ジルコニアと他のセラミックス材料を組み合わせた複合材料である。
2～3mol%のイットリア(酸化イットリウム)で準安定化させたジルコニアに、20～30mol%のアルミナを複合化させた材料は、極めて高強度であることが、1993年、京都工芸繊維大学と大阪セメント株式会社（現住友大阪セメント株式会社）の共同研究によって発見された。この材料の抗折強度は平均で約3000MPaと非常に高い（ジルコニアは1500MPa、アルミナは600MPaである）。
この組織の特徴は複合化によって粒子の成長が抑制されている。また、亀裂がアルミナ粒子を迂回するように進展する。強度の弱いアルミナ粒子をなぜ迂回するかは、焼結から室温に戻す際、アルミナとジルコニアの体積収縮の差から、アルミナには圧縮応力が、ジルコニアには引っ張り応力が掛かるためである（全体としては圧縮応力が掛かる）。亀裂が進展すると準安定なジルコニアが相転移し、そのときの体積膨張がアルミナ粒子に圧縮応力を伝達する。